# James Saito
James Tomio Saito (Los Angeles, 6 de março de 1955) é um ator de teatro, cinema e televisão estadunidense.

## Carreira
James Saito é conhecido por sua interpretação física de Shredder no filme de 1990, Teenage Mutant Ninja Turtles; o personagem foi dublado por David McCharen.  Saito também apareceu em filmes como The Devil's Advocate, Home Alone 3, Pearl Harbor e Die Hard with a Vengeance. Seus créditos na TV incluem M*A*S*H, MacGyver, Law & Order, Miami Vice e Sex and the City. Em 2008, ele interpretou Tokugawa Ieyasu na série de televisão da BBC, Heroes and Villains.
Saito apareceu em numerosas produções teatrai, com início de carreira na companhia de teatro asiático-americana East West Players em Los Angeles. No Teatro da Broadway, ele apareceu em O Rei e Eu e Golden Child, de David Henry Hwang. Ele ganhou um prêmio Obie em 2007 por sua atuação em Durango, de Julia Cho, no The Public Theatre, em Nova York.
Em 2015, Saito apareceu em uma nova peça, The World of Extreme Happiness, de Frances Ya-Chu Cowhig, em uma co-produção com o Goodman Theatre no Manhattan Theater Club, em Nova York.
Saito interpretou Dr. Chen no drama da ABC, Eli Stone.

## Filmografia
| Ano  | Título                                                     | Papel                          | Notas                          |
| ---- | ---------------------------------------------------------- | ------------------------------ | ------------------------------ |
| 1980 | The Idolmaker                                              | Eddie                          |                                |
| 1984 | Hot Dog…The Movie                                          | Kendo                          |                                |
| 1984 | The Adventures of Buckaroo Banzai Across the 8th Dimension | Masado Banzai, pai de Buckaroo | Cenas deletadas                |
| 1987 | Beyond the Next Mountain                                   | Sniper                         |                                |
| 1989 | Mortal Sins                                                | Park Sung                      |                                |
| 1990 | Teenage Mutant Ninja Turtles                               | Shredder                       | Voz dublada por David McCharen |
| 1993 | Silent Cries                                               | Japanese Soldier               |                                |
| 1995 | The Hunted                                                 | Nemura                         |                                |
| 1995 | Die Hard with a Vengeance                                  | Korean Proprietor              |                                |
| 1997 | Henry Fool                                                 | Mr. Deng                       |                                |
| 1997 | The Devil's Advocate                                       | Takaori Osumi                  |                                |
| 1997 | Home Alone 3                                               | Chinese Mob Boss               |                                |
| 1999 | The Thomas Crown Affair                                    | Paul Cheng                     |                                |
| 2000 | Useless                                                    | Executive Oki                  | Curta-metragem                 |
| 2000 | Aloha                                                      | James                          | Curta-metragem                 |
| 2001 | Pearl Harbor                                               | Japanese Aide #1               |                                |
| 2001 | Love the Hard Way                                          | Akiri                          |                                |
| 2001 | Another Bed                                                | Bruce                          | Curta-metragem                 |
| 2003 | Robot Stories                                              | Roy / Groper                   |                                |
| 2006 | Brother's Shadow                                           | Line Boss                      |                                |
| 2007 | I Think I Love My Wife                                     | Mr. Yuni                       |                                |
| 2007 | Ghosts of the Heartland                                    | John Lu                        |                                |
| 2012 | Life of Pi                                                 | Older Insurance Investigator   |                                |
| 2013 | From the Rough                                             | Won-Sik                        |                                |
| 2014 | Enquanto Somos Jovens                                      | Dr. Nagato                     |                                |
| 2014 | Big Eyes                                                   | Judge                          |                                |
| 2017 | Wilson                                                     | Warren Kudo                    |                                |
| 2017 | The Only Living Boy in New York                            | James                          |                                |
| 2019 | Always Be My Maybe                                         | Harry                          |                                |
| 2019 | Flarsky                                                    | Minister Kishido               |                                |

| Year      | Title                                                | Role                                 | Notes                                         |
| --------- | ---------------------------------------------------- | ------------------------------------ | --------------------------------------------- |
| 1976      | Farewell to Manzanar                                 | Richard Wakatsuki                    | Filme para TV                                 |
| 1976      | Baa Baa Black Sheep (TV series)\|Baa Baa Black Sheep | Third commando                       | Episódio: "Up for Grabs"                      |
| 1977      | Baa Baa Black Sheep (TV series)\|Baa Baa Black Sheep | Ensign Kira                          | Episódio: "Divine Wind"                       |
| 1977      | M*A*S*H                                              | South Korean                         | Episódio: "Comrades in Arms" Pt.1/Pt.2        |
| 1978      | The Paper Chase                                      | Kai                                  | Episódio: "Bell's in Love"                    |
| 1978      | M*A*S*H                                              | Korean Soldier                       | Episódio: "Dear Comrade"                      |
| 1979      | The Paper Chase                                      | Student #1                           | Episódio: "The Apprentice"                    |
| 1979      | Lou Grant                                            | Steve Nakajima                       | Episódio: "Hype"                              |
| 1980      | Enola Gay: The Men, the Mission, the Atomic Bomb     | Lieutenant Tatsuo Yamato             | Filme para TV                                 |
| 1980      | The Golden Moment: An Olympic Love Story             |                                      | Filme para TV                                 |
| 1981      | The Waltons                                          | Japanese Sergeant                    | Episódio: "The Last Ten Days"                 |
| 1981      | Soap                                                 | Hiro                                 | 1 episódio                                    |
| 1981      | The Misadventures of Sheriff Lobo                    | Steven Chiu                          | Episódio: "The Roller Disco Karate Kaper"     |
| 1981      | The Two Lives of Carol Letner                        | Professor                            | Filme para TV                                 |
| 1981      | The Incredible Hulk                                  | Viet Interpreter                     | Episódio: "Viet"                              |
| 1981      | M*A*S*H                                              | Park                                 | Episódio: "Communication Breakdown"           |
| 1981      | The Fall Guy                                         | Police Officer                       | Episódio: "Japanese Connection"               |
| 1981      | Bosom Buddies                                        | The Man                              | Episódio: "All You Need Is Love"              |
| 1982      | The Greatest American Hero                           | Kelly Kim                            | Episódio: "The Hand-Painted Thai"             |
| 1982      | Tales of the Gold Monkey                             | Japanese Lieutenant                  | Episódio: "Once a Tiger..."                   |
| 1983      | The Renegades                                        | Sam Chow                             | Episódio: "On the Pad"                        |
| 1983      | Girls of the White Orchid                            | Officer #1                           | Filme para TV                                 |
| 1983-1984 | Knots Landing                                        | Reporter                             | 2 episódios                                   |
| 1984      | Hart to Hart                                         | Yamahiro                             | Episódio: "The Dog Who Knew Too Much"         |
| 1984      | Scarecrow and Mrs. King                              | Ronnie Quan                          | Episódio: "The Mole"                          |
| 1984      | T.J. Hooker                                          | Lab Technician                       | Episódio: "Hot Property"                      |
| 1984      | Charles in Charge                                    | Chinese Food Delivery Man            | Episódio: "Pilot"                             |
| 1985      | Street Hawk                                          | Joe Ching                            | Episódio: "Chinatown Memories"                |
| 1985      | Covenant                                             | Cabbie                               | Filme para TV                                 |
| 1985      | MacGyver                                             | Ming                                 | Episódio: "The Golden Triangle"               |
| 1985      | Alfred Hitchcock Presents                            | Anesthesiologist #1                  | Episódio: "Night Fever"                       |
| 1985      | Crazy Like a Fox                                     | Chinese Henchman                     | Episódio: "Year of the Fox"                   |
| 1985      | Miami Vice                                           | Howie Wong                           | Episódio: "Golden Triangle: Part 2"           |
| 1986      | Blood & Orchids                                      | Halehone                             | Filme para TV                                 |
| 1986      | The Young and the Restless                           | Roy Namaguchi                        | 2 episódios                                   |
| 1986      | The A-Team                                           | Kwai Li                              | Episódio: "The Say U.N.C.L.E. Affair"         |
| 1987      | Hill Street Blues                                    | Bob Ashahina                         | Episódio: "Days of Swine and Roses"           |
| 1987      | Airwolf                                              | Tim Shimizu                          | Episódio: "X-Virus"                           |
| 1988      | Miami Vice                                           | Ma Sek                               | Episódio: "Heart of Night"                    |
| 1988      | C.A.T. Squad: Python Wolf                            |                                      | Filme para TV                                 |
| 1988      | War and Remembrance                                  | Operations Officer (Yamato)          | Minissérie de TV; Episódio: "Part 3"          |
| 1989      | Gideon Oliver                                        | Johnny Chen                          | Episódio: "Tongs"                             |
| 1990      | Counterstrike                                        | General Loctuck                      | Episódio: "Power Play                         |
| 1990      | Top Cops                                             | Johnny Kai                           | Episódio: "Paul LeBoeuf/Johnny Kai"           |
| 1990      | True Blue                                            |                                      | Episódio: "Chinatown"                         |
| 1992      | To Be the Best                                       | Tony Chiu                            | Filme para TV                                 |
| 1994      | Law & Order                                          | Mr. Tanaka                           | Episódio: "Scoundrels"                        |
| 1994-1995 | New York Undercover                                  | Detective Chang                      | 2 episódios                                   |
| 1995      | Star Trek: Voyager                                   | Nogami                               | Episódio: "The 37s"                           |
| 1996      | Gargoyles                                            | Taro (voz)                           | Episódio: "Bushido"                           |
| 1996      | The Tomorrow Man                                     | Dr. Lorechi                          | Filme para TV                                 |
| 1999      | Sex and the City                                     | Korean Man                           | Episódio: "Ex and the City"                   |
| 2000      | Strangers with Candy                                 | Drug Tester                          | Episódio: "Blank Relay"                       |
| 2000      | Law & Order                                          | Yoshi Yoshimura                      | Episódio: "Dissonance"                        |
| 2001      | 100 Centre Street                                    |                                      | 2 episódios                                   |
| 2001      | The Atlantis Conspiracy                              | Police Officer                       | Filme para TV                                 |
| 2002      | Third Watch                                          | Sgt. Yee                             | Episódio: "The Long Guns"                     |
| 2004      | Law & Order: Criminal Intent                         | Mr. Miyazaki                         | Episódio: "Great Barrier"                     |
| 2005      | Starved                                              | Captain Wong                         | Episódio: "Thank You, I Love You"             |
| 2006      | As the World Turns                                   | Kano Yamamoto                        | 2 episódios                                   |
| 2008      | Heroes and Villains                                  | Tokugawa Ieyasu                      | Episódio: "Shogun"                            |
| 2008-2009 | Eli Stone                                            | Dr. Frank Chen                       | Elenco principal                              |
| 2009      | The Unit                                             | Chu                                  | Episódio: "Chaos Theory"                      |
| 2010      | Rubicon                                              | Mooney                               | Episódio: "The Truth Will Out"                |
| 2010      | Blue Bloods                                          | Dennis Eng                           | Episódio: "Chinatown"                         |
| 2011      | Too Big to Fail                                      | Chinese Official                     | Filme para TV                                 |
| 2011      | One Life to Live                                     | Judge Lee                            | 9 episódios                                   |
| 2012      | 30 Rock                                              | Chef                                 | Episódio: "Leap Day"                          |
| 2012      | Person of Interest                                   | Glen                                 | Episódio: "Bury the Lede"                     |
| 2013      | Hawaii Five-0                                        | David Toriyama                       | Episódio: "Ho'onani Makuakane"                |
| 2014      | Madam Secretary                                      | Japanese Foreign Minister Shimbakura | Episódio: "Just Another Normal Day"           |
| 2016      | House of Cards                                       | Dr. Krebs                            | Episódio: "Chapter 50"                        |
| 2017      | The Deuce                                            | Kim                                  | 2 episódios                                   |
| 2018      | Paterno                                              | Doctor                               | Filme para TV                                 |
| 2018      | Instinct                                             | Haru Onishi                          | Episódio: "Heartless"                         |
| 2018      | Marvel's Iron Fist                                   | Yü-Ti                                | Episódio: "The City's Not for Burning"        |
| 2018      | Elementary                                           | Dr. Kumal Wazir                      | Episódio: "The Visions of Norman P. Horowitz" |